# Mu-Gia-Pass
Der Mụ-Giạ-Pass (Vietnamesisch: Đèo Mụ Giạ, Laotisch: Anma Mouya) ist ein Gebirgspass im Truong-Son-Gebirge, der Vietnam mit Laos verbindet. Der Pass spielte eine wichtige Rolle während den Kriegen in Vietnam, sodass der Verkehrsweg während den Kampfhandlungen mehrfach zerstört wurde.

## Verlauf
Der Mu-Gia-Pass befindet sich ungefähr 90 km nordwestlich von Dong Hoi, der Hauptstadt der Provinz Quảng Bình in Annam (Zentral-Vietnam), und 50 km östlich von Thakhek, der Hauptstadt der laotischen Provinz Khammuan.
Im Hochland von Nordvietnam schlängelt sich die Nationalstraße 12A, früher als Nationalstraße 15 bezeichnet, von Tân Ấp nach Süden zum Mu Gia Pass empor. Sie folgt dem Gianh-Fluss in einem engen Tal mit steilen Flanken. Auf der Ostseite erheben sich Kalksteingipfel, die aussehen wie Zähne eines Hundegebisses, auf der Westseite liegt eine Hochebene. Dichter tropischer Regenwald bedeckt das gesamte Gebiet. Die Straße ist in die steile Talflanke hineingelegt, denn an den meisten Stellen gibt es am Boden der Schlucht nicht genügend Platz für die Straße und den Gianh-Fluss, der hier noch eher ein Bach ist.
Die Passhöhe liegt auf 418 m und war früher der Standort einer nordvietnamesischen Kaserne. Jenseits der Passhöhe steigt die laotische Nationalstraße 12 nach Laos hinab.

## Geschichte

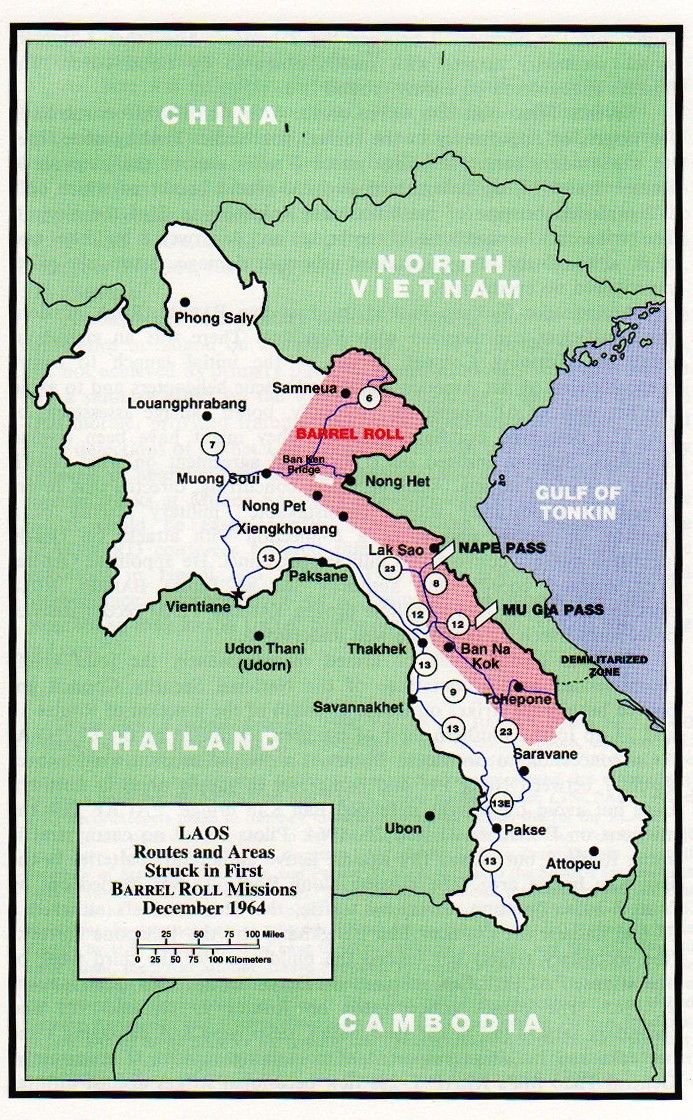
Gebiete und Straßen, die bei der geheimen Operation Barrel Roll angegriffen wurden. Der Mu-Gia-Pass und der weiter nördlich liegende Nape-Pass sind als wichtige Verkehrswege von Vietnam nach Laos eingetragen.

Die Straße über den Pass wurde bereits zur französischen Kolonialzeit ausgebaut und war in den 1960er-Jahren mit Lastkraftwagen befahrbar. Der Verkehr war aber in der Regenzeit vom frühen Juni bis Mitte Dezember wegen Erdrutschen stark eingeschränkt oder überhaupt nicht möglich. Deshalb gab es hier die Seilbahn Xóm Cúc–Ban Naphao für Güter über den Pass zu bringen sowie das Vorhaben hier die Bahnstrecke Tân Ằp–Thakhet zu errichten.
Der Pass war neben dem weiter nördlich liegenden Nape-Pass der wichtigste Einstiegspunkt in den Ho-Chi-Minh-Pfad. Dieses Straßen- und Verkehrswegsystem durch Laos in Richtung Südvietnam diente im Indochinakrieg und im Vietnamkrieg als wichtige Nachschublinie für Nordvietnam zur Unterstützung der Kämpfer im Süden. Aufgrund des militärtechnisch schwierigen Geländes der Nordseite des Mu-Gia-Passes wurde hier durch die CIA das Nadelöhr des Ho-Chi-Minh-Pfads identifiziert und die Straße im Rahmen mehrerer Luftangriffe durch die amerikanischen und südvietnamesischen Luftwaffe mehrfach zerstört.
Erste Bombardements erfolgten in der parallel zum Vietnamkrieg auf laotischem Boden durchgeführte Geheimmission Operation Barrel Roll, darauf folgte die kontinuierliche Bombardierung während der Operation Rolling Thunder und eine weitere Geheimmission Operation Commando Hunt auf laotischem Boden.
Im Juni 1965 kam der Lkw-Verkehr über den Pass zum Erliegen, nachdem die US-Luftwaffe mit täglichen Luftangriffen die Straße unbenutzbar gemacht hatten. Im März 1966 wurde geschätzt, dass wieder 75 % des gesamten LKW-Verkehrs nach Laos über den Pass abgewickelt wurde.
Am 12. April 1966 griffen 29 Langstreckenbomber Boeing B-52 den Pass zum ersten Mal an. Es war dies der größte Bomberangriff seit dem Zweiten Weltkrieg. Über einem fünf Kilometer langen Abschnitt der Straße wurden Bomben mit Verzögerungszünder abgeworfen, die erst nach dem Eindringen in das Erdreich detonieren sollten. Die erhofften Erdrutsche blieben aus, sodass der Verkehrsweg nicht unterbrochen wurde. Ein weiterer Angriff erfolgte am 26. April, aber die Schäden wurde über Nacht innerhalb von zehn Stunden behoben und 24 Stunden nach dem Angriff fuhren schon wieder Militärkonvois über den Pass. Die Kommunisten scheuten keine Mühe, die Verbindung offenzuhalten. Trotz häufiger Bombardierungen durch die US Air Force und die US Navy gelang es den amerikanischen Streitkräften nie, den Mu-Gia-Pass über längere Zeit unpassierbar zu machen.
Die Vietnamesische Volksarmee baute mehrere Umgehungsstraßen östlich und westlich des Mu-Gia-Passes als Alternative zur immer wieder bombardierten Straße. Später wurden mehrere Pipelines für Benzin-, Öl- und Schmierstoffe über den Pass gebaut. Weiter wurde die Luftabwehr ausgebaut. Zuerst kamen kleinkalibrige Flugabwehrkanonen zum Einsatz, später großkalibrige 100-mm-Kanonen. Im Jahre 1966 konnten mehr als 300 Flugabwehrstellungen ausgemacht werden. Ab 1972 kamen auch die sowjetischen Boden-Luft-Raketen S-75 zum Einsatz. Dies bewirkte, dass die B-52 und die Kampfhubschrauber nicht mehr so hoch fliegen konnten, aber dadurch eher in die Reichweite der Flak-Stellungen kamen. Während den Kampfhandlungen wurden fast 50 Flugzeuge über dem Pass abgeschossen.
Das Tal südlich des Passes in Laos wurde als „Doghouse“, Hundehütte, bezeichnet. Der Name rührte davon, dass die Grenzen dieses Bereichs an die Form einer Hundehütte erinnerten. Hier unterhielt die Vietnamesische Volksarmee zahlreiche Lagerstätten und Höhlen, die zur Lagerung von Material genutzt wurden. Angesichts der Bedeutung des Doghouses, gab es sehr viele Flak-Stellungen in diesem Gebiet.